# Мякила, Майя
Майя Мякила (швед. Mia Mäkilä, родилась 21 марта 1979 г. в Норрчёпинге, Швеция) — шведская художница, известная своими психоделическими и ужасающими картинами, а также основатель художественного движения "арт-монстры Швеции". Майя называет себя «художником ужасов» или же поп-сюрреалистом. Работы Майи выставлялись в Париже, Гамбурге, Стокгольме, Норрчёпинге и Копенгагене.

## Биография
Родилась в городе Норрчёпинге (Швеция) в 1979 году. Рисовать научилась самостоятельно. В настоящее время живет в Стокгольме.

## Художественный стиль
Майя Мякила представляет собой уникальный голос на международной художественной сцене. В своем творчестве она использует медиа (цифровые коллажи), живопись, смешанные медиа, фотографии.
Экспериментируя с цифровыми коллажами в программе Photoshop на протяжении 15 лет, Майя разработала собственную технику «живописи с изображениями». В рамках данной техники она использует сотни слоёв изображений, скриншотов, цифровых красок вместо привычного смешивания бумажных вырезок и клея. Стиль работ Майи балансирует между жутким и милым, мрачным и игривым. Темы работ зачастую феминистские или затрагивающие человеческую психику, первичные эмоции. На ее стиль влияют аутсайдерское искусство, народное искусство, сюрреалисты, ренессансное искусство, прерафаэлиты и из современной поп-культуры — как Mash Pail Kids, диснеевская классика и винтажная ностальгия. Будучи поклонником кино, её художественное видение поддаётся влиянию визуальных миров кинорежиссёров Дэвида Линча, Ингмара Бергмана и Альфреда Хичкока.

## Выставки
- 2007 — Don’t Wake Daddy II — Galerie Feinkunst Krüger, Гамбург, Германия.
- 2010 — Don’t Wake Daddy V — The Anniversary Show — Galerie Feinkunst Krüger, Гамбург, Германия.[2]
- 2010 — «The Last Days Of My Demons» — Skomakargatan, Стокгольм, Швеция.[3]
- 2011—2012 — Art Show — Halle St Pierre Museum, Париж, Франция.[4]